# Carex magellanica
Carex magellanica là một loài thực vật có hoa trong họ Cói. Loài này được Lam. mô tả khoa học đầu tiên năm 1792.

## Hình ảnh

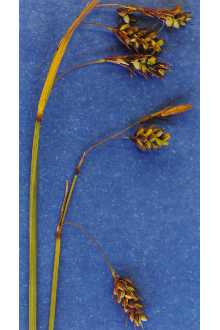
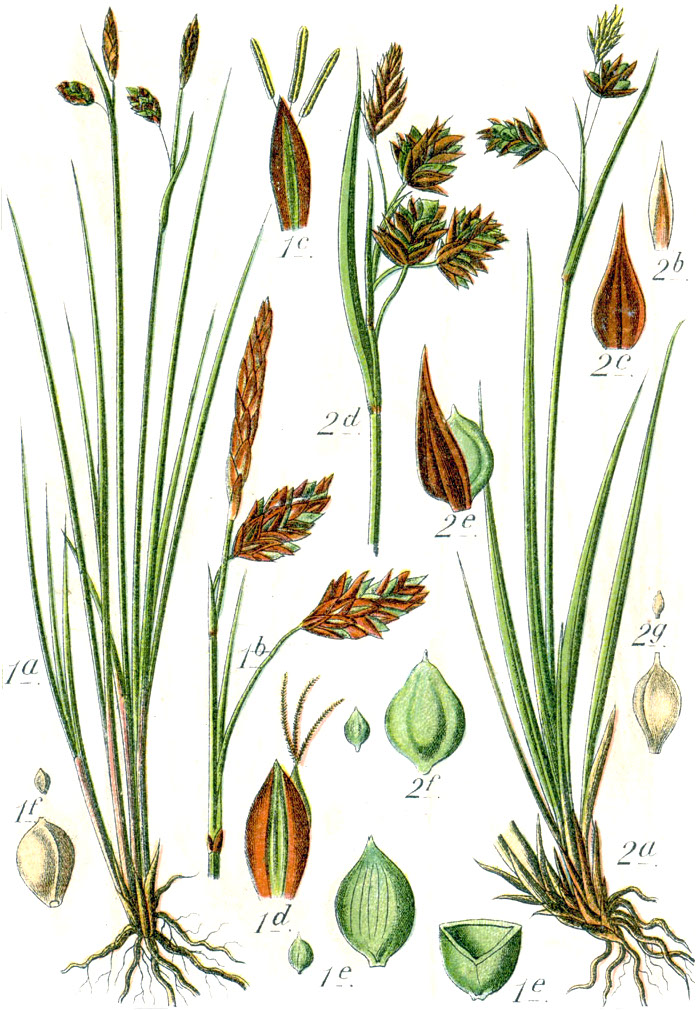